# Старый Крым
Ста́рый Крым (укр. Старий Крим, крымскотат. Eski Qırım, Эски Къырым) — город в восточной части Крыма.
В соответствии с законодательством России, входит в Кировский район Республики Крым, образуя городское поселение Старый Крым как единственный населённый пункт в его составе. В соответствии с законодательством Украины, входит в Феодосийский район Автономной республики Крым и является центром Старокрымского горсовета.

## Название
Впервые название города встречается в период господства Золотой Орды. Ордынцы и составлявшие основную часть населения степного Крыма кыпчаки называли город Кырым, а генуэзцы, имевшие колонии на южном береге Крыма и ведшие в регионе активную торговлю, именовали его Солхат — Solcati. По поводу происхождения обоих названий ведётся много споров, однако наиболее обоснованными представляются следующие версии. Къырым — западно-кипчакское qırım — «окоп, ров» (Лазарь Будагов "Сравнительный словарь тюрко-татарских наречий. 1 том). Солхат — от итальянского solcata — «борозда, ров».
Название города — Кырым — вскоре распространилось и на весь полуостров, который до того обычно именовали Газарией или Таврикой.
Есть и другие версии, согласно А. Л. Якобсону и B. А. Микаеляну, топоним Солхат (старое название города) является армянским и происходит от армянского словосочетания сурб хач т.е ‘святой крест’. Название город получил от построенного близ поселения монастыря Сурб-Хач.
В период Крымского ханства город стали называть Эски Къырым (крым. Eski Qırım — «Старый Крым»).
Современное название — перевод с крымскотатарского Эски Къырым.
В 1783 году после завоевания Российской империей, городу дали псевдогреческое название Левкополь (Белый город). Однако название не прижилось и в 1787 город стал Старым Крымом.

## История

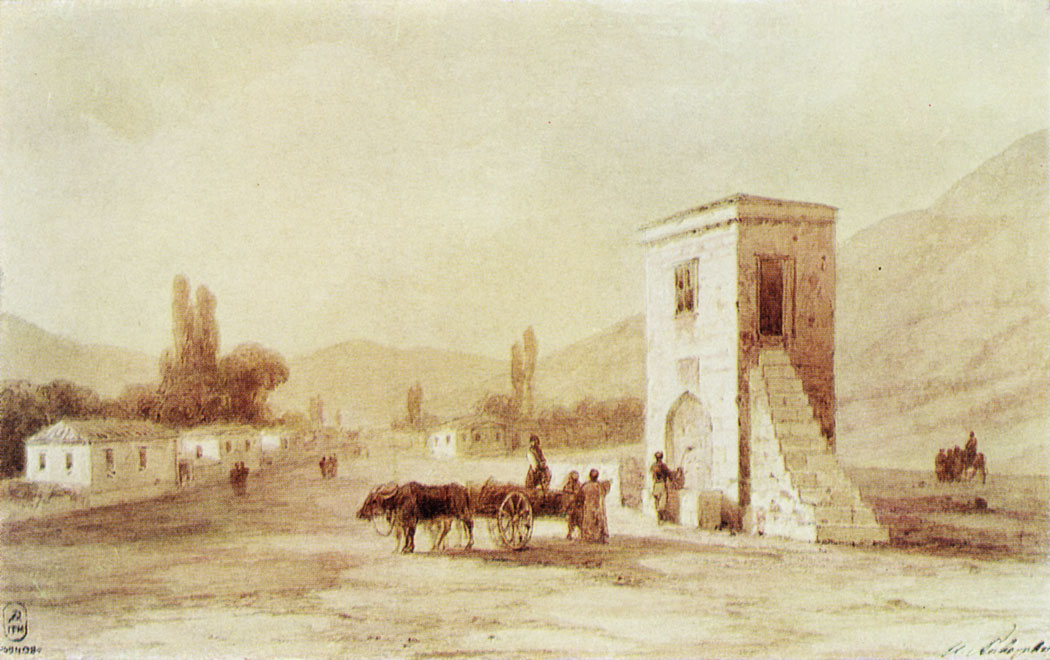
Старый Крым. Фонтан. И. К. Айвазовский. 1858

На территории города в разных местах открыты неолитические поселения, которые получили эпонимные названия Старый Крым, Бакаташ, Изюмовка в 1930 г.; Старый Крым I (1975), II (2004).
В центре города при земляных работах выявлена античная керамика IV в. до н. э. — III в. н. э. Эти слои перекрыты наслоениями средневекового города и отчасти разрушены. Почётная надпись 222 г. н. э. на древнегреческом языке, была найдена в 1895 году в Старом Крыму как забутовочный материал фундамента позднего здания, что по мнению Ю. А. Кулаковского указывало на нахождение тут боспорского форпоста.
В XI веке, здесь начали селиться армяне, а уже в XIV веке был крупным торговым центром с большой армянской диаспорой и татарской властью.
Возникновение города традиционно относят к XIII веку, когда после монгольского завоевания степной Крым вошёл в состав Золотой Орды. Вскоре после окончательного установления ордынской власти в восточной части полуострова был основан город Кырым, который стал административным центром Крымского Юрта и резиденцией эмира Крыма. Участник египетской дипломатической миссии от султана Байбарз к хану Золотой Орды Берке, состоявшейся в 1263 году, сообщал о том, что в городе живут кыпчаки, русь и аланы.
В период господства Золотой Орды город имел два названия одновременно, местное население называло его Къырым, а генуэзцы — Солхат. Некоторые историки высказывают предположение, что город был разделён на две части: мусульманскую, в которой была расположена резиденция эмира, и христианскую, в которой жили итальянские купцы, и эти две части назывались Кырым и Солхат соответственно.
Расцвет города пришёлся на XIV век. В этот период Солхат был крупным торговым центром на Шёлковом пути из Азии в Европу, активно рос и строился. Тогда были построены сохранившиеся до наших дней несколько мечетей и медресе. По одной из версий, уроженцем Солхата был великий султан мамлюкского Египта Бейбарс. Став правителем Египта, он отправил в родной город щедрые подарки, в частности на его средства была сооружена одна из городских мечетей. О наличии греческого населения в Солхате в XIV веке сообщает эпиграфический памятник — надпись на среднегреческом языке на надгробии с двускатным верхом, поздневизантийской стилистики, но, судя по исполнению, сделанная резчиком армянином. В переводе эпитафия гласит: «Почил раб Божий Аврамий в 6870 году» (1361—1362 год).

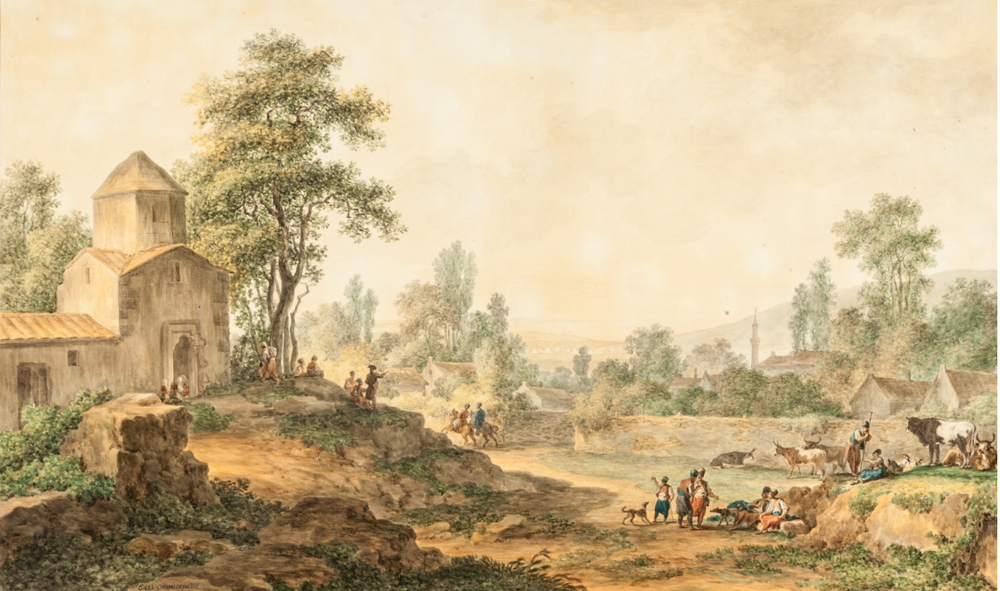
Старый Крым. Пейзаж с армянской церковью, Иванов. М.М., 1797 год

По словам Филиппа Куртина (Университет Джонса Хопкинса) в XIV—XV веках армяне играли важную роль в торговой жизни региона. Крымские армяне не только везли товары на родину; они также управляли караванами ещё дальше на запад через современную Румынию и Польшу и далее в Нюрнберг в Германии и Брюгге в Нидерландах. Их колонии в Крыму были настолько велики, что генуэзцы иногда называли Крым Armenia maritima. Как отмечает «Географическо-статистический словарь Российской империи», большинство населения города составляли армяне. В 1863 году поселение насчитывало 1085 жителя, из которых: 471 последователей армянской церкви; 464 русско-православной; 8 протестантов и 142 мусульманина. В городе имелась армянская и русско-православная церкви, а также две мечети. В окрестностях города также находился Старокрымский женский армянский монастырь
После того, как Крым обрёл независимость от Орды, и было образовано Крымское ханство, столица была перенесена сначала в Кырк-Ер, а затем во вновь построенный Бахчисарай, и город стал утрачивать своё прежнее значение. После завоевания в 1475 году османами генуэзских колоний вышло из употребления имя Солхат.
Согласно Камеральному Описанию Крыма… 1784 года, в последний период Крымского ханства Старый Крым был центром Старо-Крымского кадылык Кефинского каймаканства. После присоединения Крыма к России (8) 19 апреля 1783 года, (8) 19 февраля 1784 года, именным указом Екатерины II сенату, на территории бывшего Крымского Ханства была образована Таврическая область и деревня была приписана к Левкопольскому, а после ликвидации в 1787 году Левкопольского — к Феодосийскому уезду Таврической области. После Павловских реформ, с 1796 по 1802 год, входила в Акмечетский уезд Новороссийской губернии. Пётр Паллас в труде «Наблюдения, сделанные во время путешествия по южным наместничествам Русского государства в 1793—1794 годах» отмечает поместье гостеприимного и бодрого генерала фон Шютца у деревни Кара-Гоз. По новому административному делению, после создания 8 (20) октября 1802 года Таврической губернии, Старый Крым был включён в состав Байрачской волости Феодосийского уезда.
По Ведомости о числе селений, названиях оных, в них дворов… состоящих в Феодосийском уезде от 14 октября 1805 года , в деревне Старый-Крым числилось 17 дворов, 89 жителей крымских татар и 25 крымских цыган, дворов не имевших. На военно-топографической карте генерал-майора Мухина 1817 года Старый Крым обозначен с 22 дворами. После реформы волостного деления 1829 года Старый Крым, согласно «Ведомости о казённых волостях Таврической губернии 1829 года», отнесли к Учкуйской волости (переименованной из Байрачской). На карте 1842 года в Старом Крыму значится 148 дворов.
Во время Великой Отечественной войны в результате отступления советской армии осенью 1941 года в Старый Крым вошли немцы. В ходе отступления немецко-румынских военных 12—13 апреля 1944 года город был взят с боем совместными усилиями партизанских отрядов 2-й и 3-й бригад Восточного соединения и частей Приморской армии. Первыми в город вошли силы 9-й отдельной Керченской моторизованной разведроты. В ночь на 13 апреля подразделения вермахта при отходе из города устроили в нём резню, в ходе которой на улицах и в собственных домах было убито 584 мирных жителя, в том числе 200 детей, ещё свыше 100 человек получили при этом ранения.
В 1960-х — начале 1970-х годов великий хирург Н. М. Амосов лечился в Старокрымском санатории от туберкулёза. Организовал в санатории пульмонологическое хирургическое отделение. Неоднократно приезжая на два-три месяца в Старый Крым к своим родственникам, привозил своих учеников и обучал их лечению больных туберкулезом. Неоднократно проводил операции как в санатории, так и в Старокрымской городской больнице[14].
В ночь на 19 июля 2023 года во время российского вторжения в Украину на Старокрымском военном полигоне произошёл подрыв склада боеприпасов.

## Климат
Климат Старого Крыма по сути является слабовыраженным горным климатом. Находясь у подножья горы Агармыш (722,5 м) на высоте около 320 м над уровнем моря, город получил заслуженную репутацию очень хорошего лечебного места для лёгочных больных. Нагреваясь днём, Агармыш создаёт к вечеру восходящий воздушный поток, что в свою очередь приводит к тому, что в Старый Крым приходит воздух со стороны Чёрного и Азовского морей, а также воздух со степей Керченского полуострова. Смешиваясь с воздухом мощного лесного массива Агармыш и прилегающих окрестностей морской воздух создаёт неповторимый климат восточной оконечности крымских гор.

## Население
| 1939    | 1959  | 1970  | 1979  | 1989  | 2001    | 2009  | 2010  | 2011  |
| ------- | ----- | ----- | ----- | ----- | ------- | ----- | ----- | ----- |
| 5143    | ↗7374 | ↗8552 | ↗8891 | ↗9208 | ↗10 101 | ↘9501 | ↘9492 | ↘9446 |
| 2012    | 2013  | 2014  | 2015  | 2016  | 2017    | 2018  | 2019  | 2020  |
| ↗9485   | ↗9512 | ↘9277 | ↗9314 | ↗9370 | ↘9312   | ↗9373 | ↗9432 | ↗9471 |
| 2021    |       |       |       |       |         |       |       |       |
| ↗10 470 |       |       |       |       |         |       |       |       |

- 1805 год — 114 чел. (89 крымских татар, 25 цыган)
- 1926 год — 4738 чел. (1897 русских, 1183 болгарина, 900 греков, 266 крымских татар, 175 украинцев, 84 еврея, 63 немца)
- 1939 год — 5141 чел.
- 1989 год — 9196 чел.
- 2001 год — 9960 чел.

По итогам переписи населения в Крымском федеральном округе по состоянию на 14 октября 2014 года численность постоянного населения города составила 9277 человек.
Национальный состав
По данным переписи населения 2014 года национальный состав населения города выглядел следующим образом:
| национальность  | всего, чел. | % от все- го | % от указав- ших |
| --------------- | ----------- | ------------ | ---------------- |
| указали         | 9240        | 99,60 %      | 100,00 %         |
| русские         | 4596        | 49,54 %      | 49,74 %          |
| крымские татары | 3310        | 35,68 %      | 35,82 %          |
| украинцы        | 650         | 7,01 %       | 7,03 %           |
| татары          | 309         | 3,33 %       | 3,34 %           |
| греки           | 97          | 1,05 %       | 1,05 %           |
| белорусы        | 47          | 0,51 %       | 0,51 %           |
| турки           | 46          | 0,50 %       | 0,50 %           |
| узбеки          | 43          | 0,46 %       | 0,47 %           |
| армяне          | 22          | 0,24 %       | 0,24 %           |
| болгары         | 14          | 0,15 %       | 0,15 %           |
| азербайджанцы   | 11          | 0,12 %       | 0,12 %           |
| другие          | 95          | 1,02 %       | 1,03 %           |
| не указали      | 37          | 0,40 %       |                  |
| всего           | 10752       | 100,00 %     |                  |

## Планировка и архитектура
Старый Крым является исторически сложившимся городом. В планировочной структуре и рельефе местности размещения города отчётливо читается его градостроительная история. Выделяется первичное ядро города, восходящее к античности, перекрытое средневековыми археологическими наслоениями. Находится в контуре прямоугольника между бывшим кинотеатром, школой и Екатерининским фонтаном. К дотатарскому периоду относятся руины средневековой церкви. В её архитектуре просматриваются два строительных периода XII и XIV вв. со следами ремонтов. Средневековый город в XIII—XIV вв. занимал несколько большую территорию. Её ныне отмечают развалины средневековых построек: мечети, караван-сарай и фонтаны. Фонтаны с разработкой каменных карьеров на склонах горы Агармыш лишились водопитания.

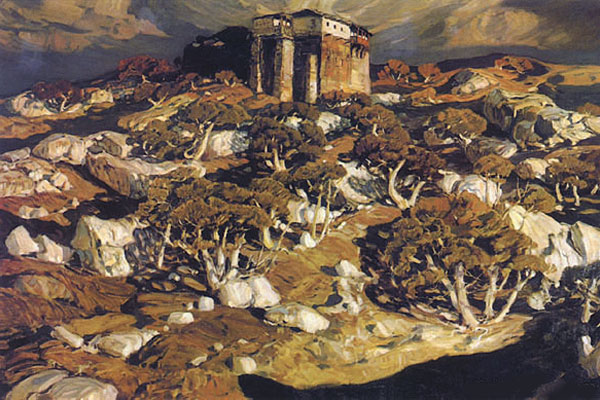
Старый Крым. Картина К. Ф. Богаевского

В новое время произошла перепланировка города относительно транспортных путей, которая значительно улучшила городские качества. Центральная улица (Екатерининская) ориентирована вдоль дороги Феодосия — Симферополь. В восточной части, за Георгиевской долиной шла дорога в немецкую колонию Цюрихталь, в помещичьи имения и соседние деревни. К северу от горы Агармыш выходила на старую дорогу XVIII века в Карасубазар. Третья дорога, вдоль которой образовались строения Бакаташской улицы, связывала со Старым Крымом вторичную болгарскую колонию Коктебель и деревни Бакаташ, Имарет (село), Бараколь. Четвёртая дорога через Болгарскую колонию вела в армянский монастырь Сурб Хач. Этнокультурные агломерации города сложились в соответствии с компактным расселением многонационального населения.
Русская застройка XIX века заняла центральную улицу и улицы, к ней прилегающие. Жилые дома одноэтажные, респектабельные. Построены из камня известняка-ракушечника Ак-Монайского месторождения на Керченском полуострове. Окружены садами на больших дворовых участках. В нижней исторической части города на площади был построен небольшой дворец и фонтан для крымского путешествия императрицы Екатерины II в 1787 году. Позже рядом с этой площадью был построен собор. В новейшее время собор и кладбище были уничтожены, фонтан был повреждён.
Татарская часть города занимала традиционно северо-восточную часть города в районе Мечетной (Халтурина) улицы. Характерную особенность татарского домостроения представляют небольшие дома с двумя комнатами, разделённые прихожей, которая в зимнее время служит кухней. Пол глиняный. Стены сложены из калыба (самана). Крыша двускатная, без потолков. Кровля черепичная, как и во всех постройках Старого Крыма.
Юго-восточную сторону, за Бакаташской (Партизанской) улицей, занимали греки. Дома небольшие, одно- или двухэтажные, построенные из акмонайского камня. Наиболее представительным было здание греческой школы.
Территорию между тремя упомянутыми частями занимали армяне без чётко выраженного расселения, тяготея к русской части города. Отчасти армянское расселение маркируется средневековой церковью в её втором строительном периоде и местом, где стояла у городского рынка армянская церковь с прицерковным кладбищем, уничтоженные в 60-е годы XX века. Домостроение от русского не отличалось ничем.
Западная часть города представляла дачную застройку. Наиболее интересными постройками были дачи художника С. Н. Долгополова, поэтессы Н. А. Вержховецкой и К. Уманской. Дача последней, окружённая соснами и виноградником, была пансионом для лёгочных больных. Неподалёку находилась позже построенная соляриелечебница доктора Нания для оздоровления ослабленных жителей неблагоприятных климатических зон страны. Другие замечательные здания были жилыми домами состоятельных горожан или летними дачами, принадлежавшими жителям Москвы и Петербурга.
Дачный район ограничивался 1-й Болгарской улицей (поздние названия — улица Ворошилова, Лесная). Здания были решёны в стиле модерн, псевдомавританском стиле и в стиле провинциального классицизма. Восточные нюансы составляли элементы эклектики. Эти здания имели историко-архитектурную ценность, но вследствие неправильной эксплуатации сильно видоизменены.
К северу от этого района, у подножия горы Агармыш, в 1915 году были построены коттеджи небольшого санатория, разрушенные оккупантами во время Великой Отечественной войны.
Западнее 2-й Болгарской улицы (13 Апреля 1944 г.) находилась Старокрымская болгарская колония (Болгарщина) с живописными, типичными для болгар, домами, церковью, школой и пятью постоянно изливающимися фонтанами для водоснабжения. Рядом с церковью находилась площадь для ярмарок. Кладбище размещалось на некотором удалении к северо-востоку от колонии. Дома двух-трёхкомнатные, сложены из калыба и покрыты черепицей — «татаркой». Вход в дом через открытую террасу. Справа от террасы устроен вход в подвал для хранения продуктов. К дому примыкал сарай и хлев для скота..

## Достопримечательности

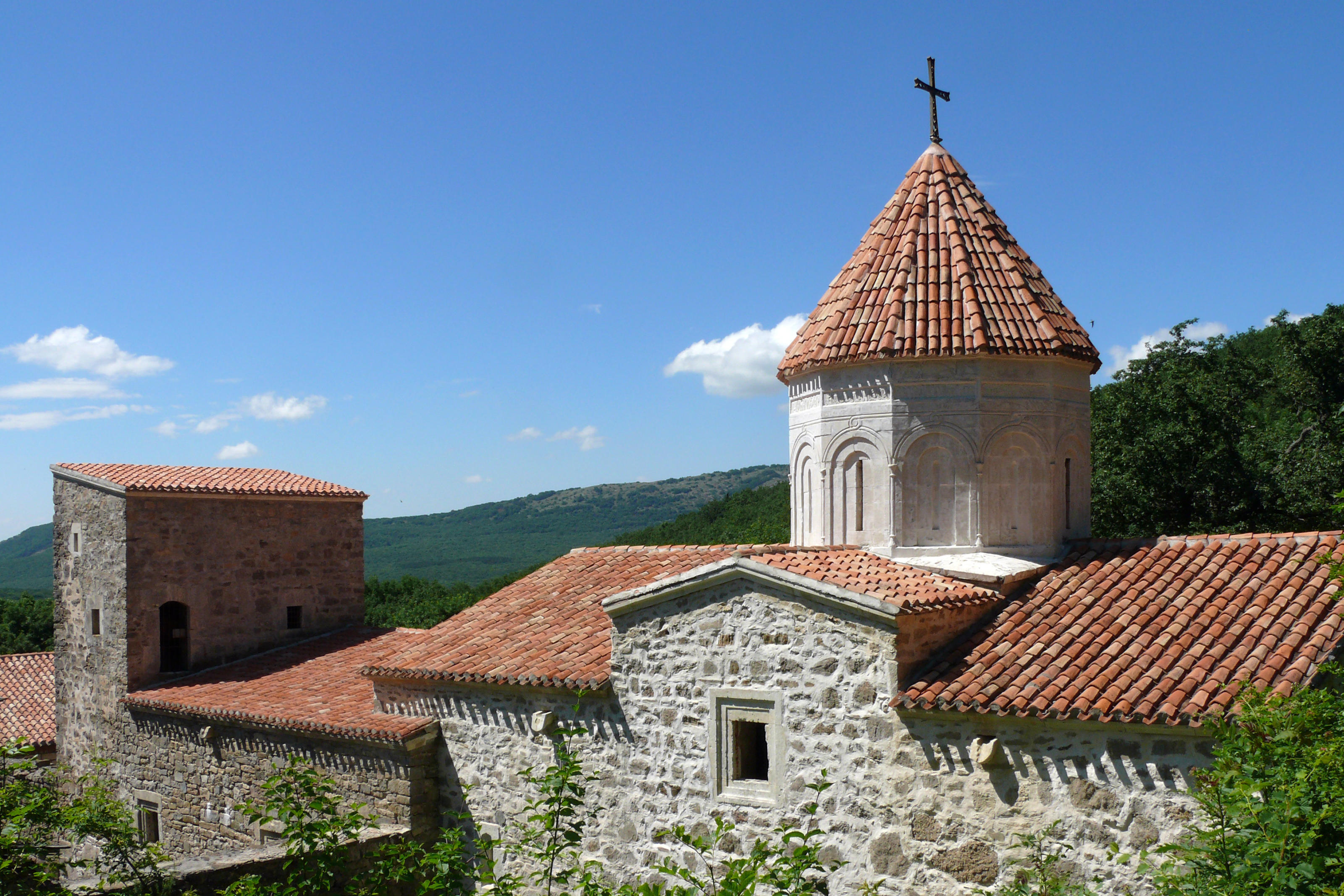
Армянский монастырь Сурб Хач (Святого Креста)

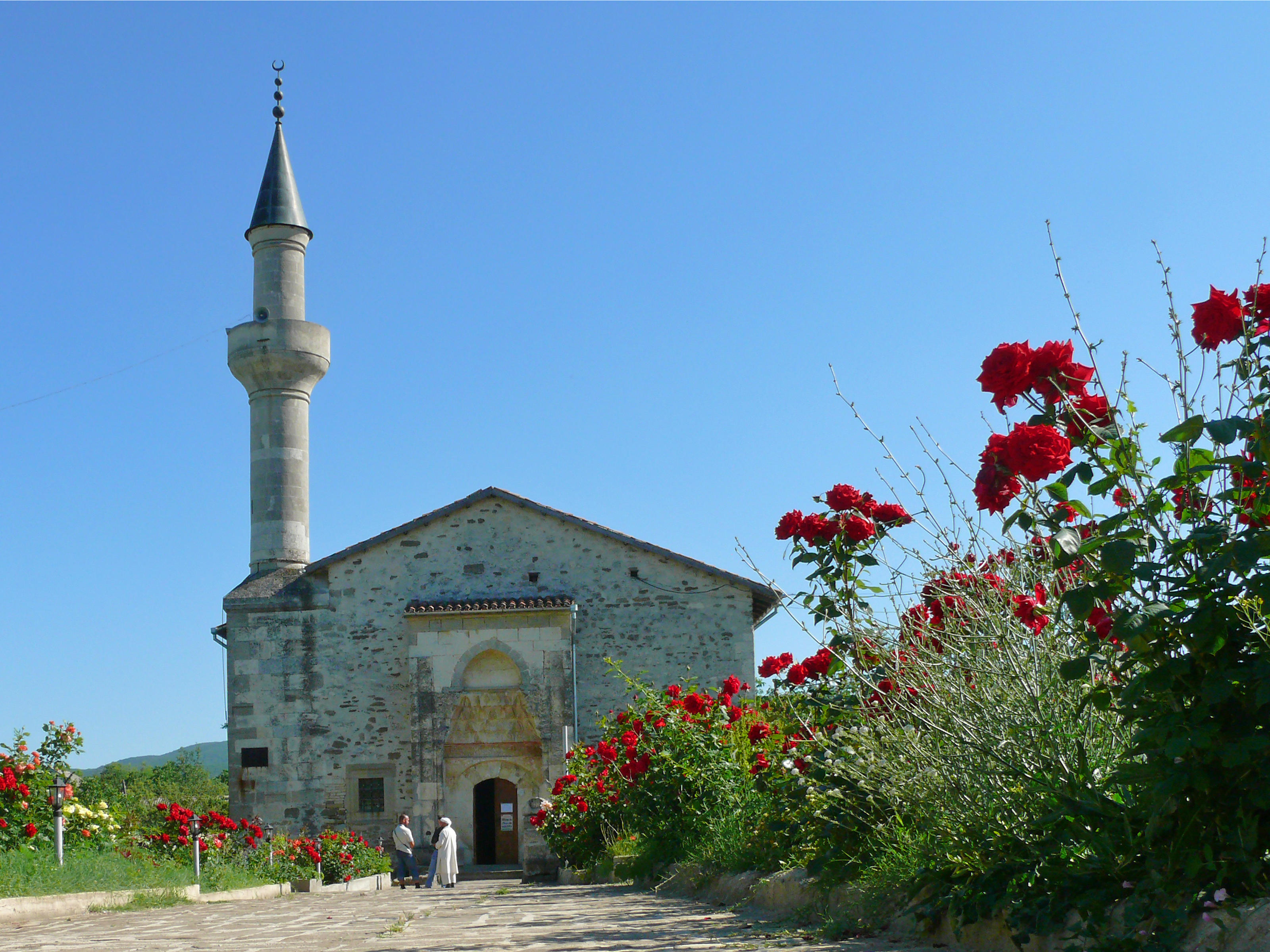
Мечеть хана Узбека

Главными достопримечательностями города являются постройки XIII—XIV веков, когда Крым был центром Крымского Юрта. Хорошо сохранилась до наших дней ныне действующая мечеть хана Узбека. Неподалёку находятся развалины мечети Бейбарса, которая считается самой древней мечетью Крыма, развалины церкви Иоанна Крестителя. В восточной части города расположены развалины монетного двора, караван-сарая и мечети Куршум-Джами. В 5 километрах к юго-западу от Старого Крыма находится армянский монастырь Сурб Хач (Святой Крест) XIV века. Сегодня это действующий монастырь Армянской апостольской церкви. Там же, выше по урочищу находятся руины другого армянского монастыря — Сурб Степанос (святого Стефана).
На территории литературного музея находится екатерининская миля, одна из пяти сохранившихся в Крыму.
На городском кладбище похоронены многие известные деятели отечественной культуры, наиболее известна могила писателя Александра Грина.
К югу от города находится источник святого великомученика Пантелеймона Целителя с одноимённой часовней. Часовня отстроена заново в 2001 году на месте сгоревшей в 1949 году.
В конце улицы Партизанской начинается «Дорога Грина», очень популярная среди туристов. В 1931 году Александр Грин ходил по ней в Коктебель в гости к Волошину. По этой дороге путешествовали многие известные люди: Волошин, сёстры Цветаевы, Эфрон, Заболоцкая.
На горе Агармыш существуют карстовые пещеры, в Монастырской балке — водопады.

## Музеи
В городе находятся:
- литературно-мемориальный дом-музей Александра Грина;
- литературно-мемориальный дом-музей Константина Паустовского;
- этнографический музей, посвящённый культуре крымскотатарского народа;
- литературно-художественный музей;
- музейная экспозиция в монастыре Сурб-Хач — посвящена истории монастыря;
- музей старокрымского санатория;
- музей школы-гимназии № 1
- музей истории и археологии — филиал республиканского Крымскотатарского музея культурно-исторического наследия, открытый в 2018 году, и которому в 2019 году переданы найденные во время археологических раскопок на полуострове в течение последних десятилетий около 15 тысяч средневековых артефактов золотоордынского периода, многие из которых являются уникальными, существуя в единственном экземпляре[57].

## Природа
- На северо-западе от города находится горный массив Агармыш (722,5 м над уровнем моря);
- На юге хребет Туар-Алан (высшая точка 748,2 м над уровнем моря);
- На востоке курган Кара-Оба (333,9 м над уровнем моря).

## Транспорт
Через Старый Крым проходит дорога Р23 Симферополь-Феодосия.

## Галерея

Часовня св. Пантелеймона зимой
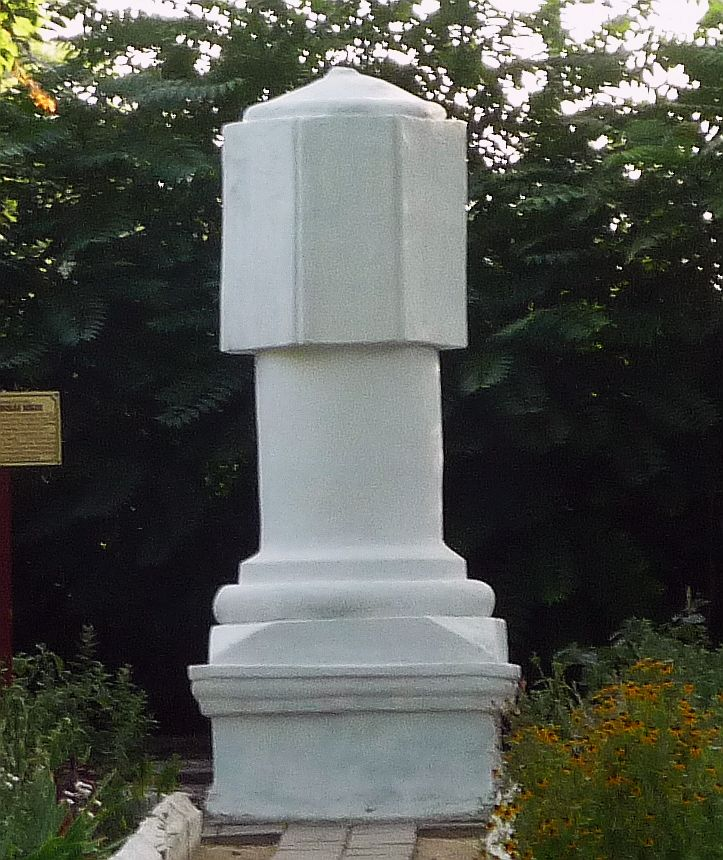
Екатерининская миля
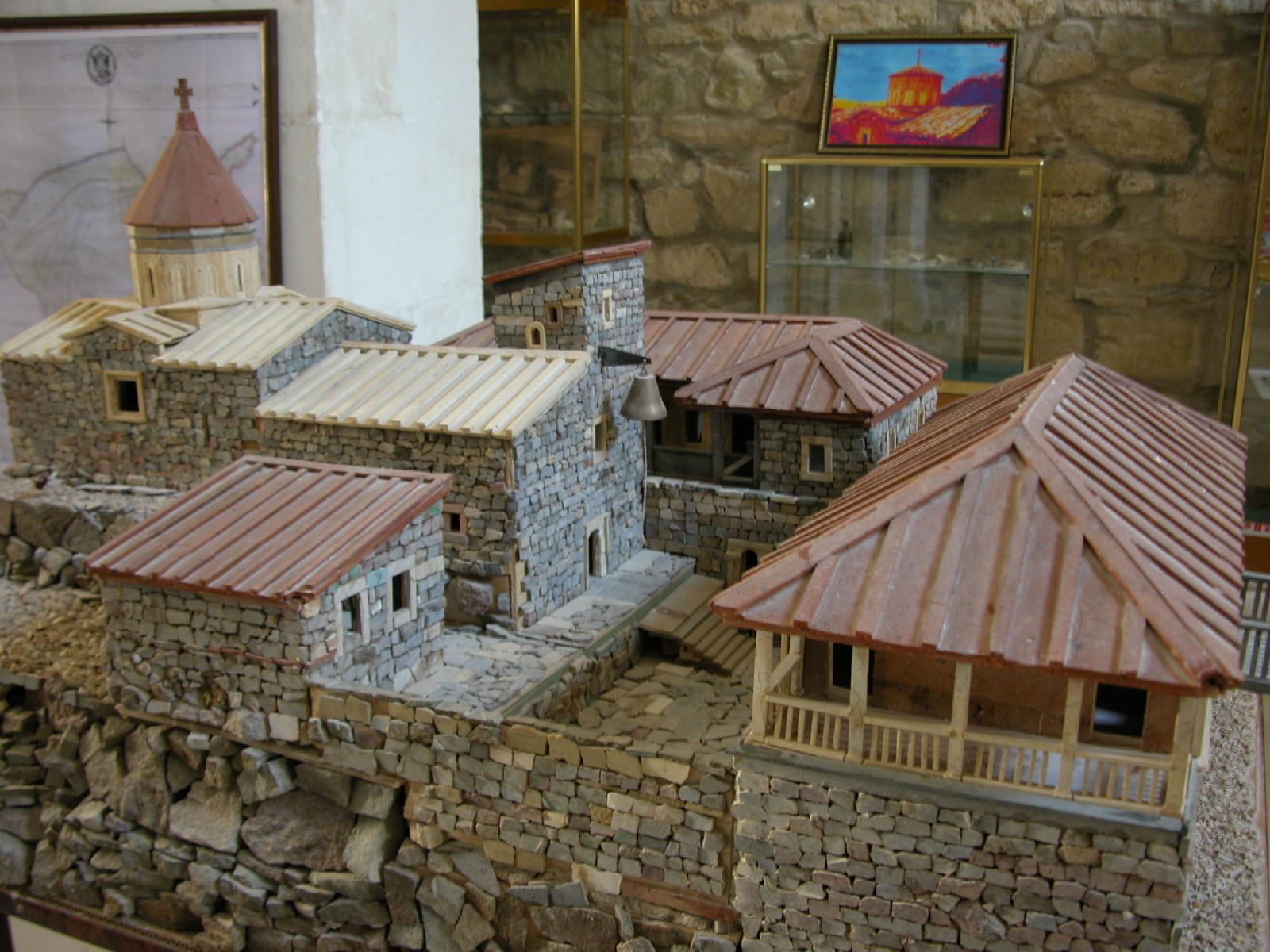
Макет монастыря Сурб-Хач
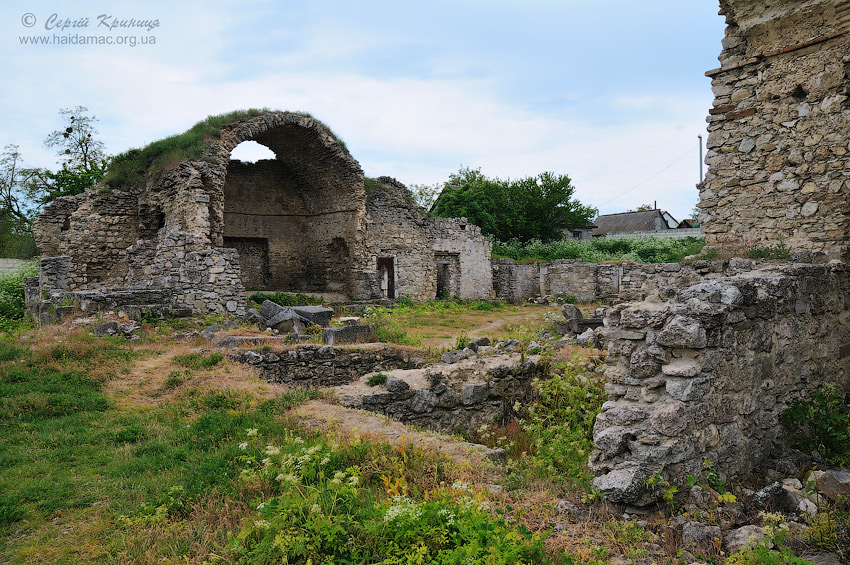
Руины медресе
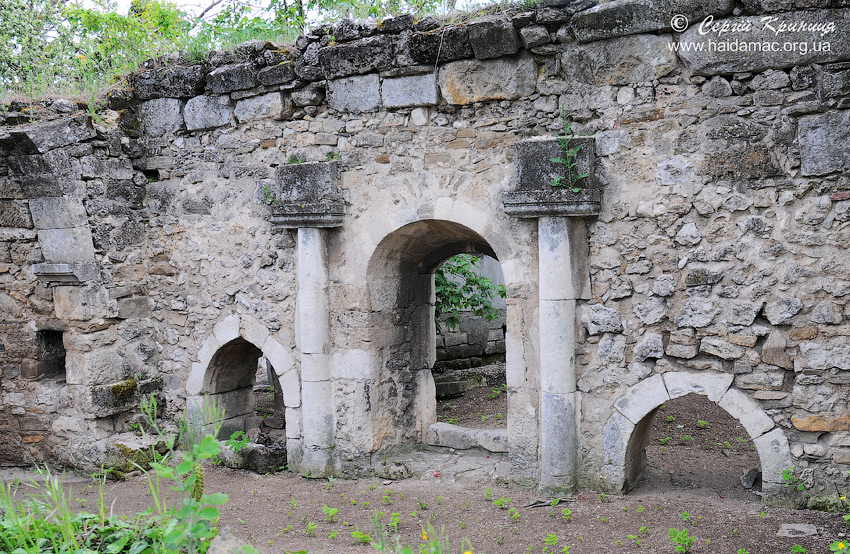
Руины церкви Иоанна Крестителя
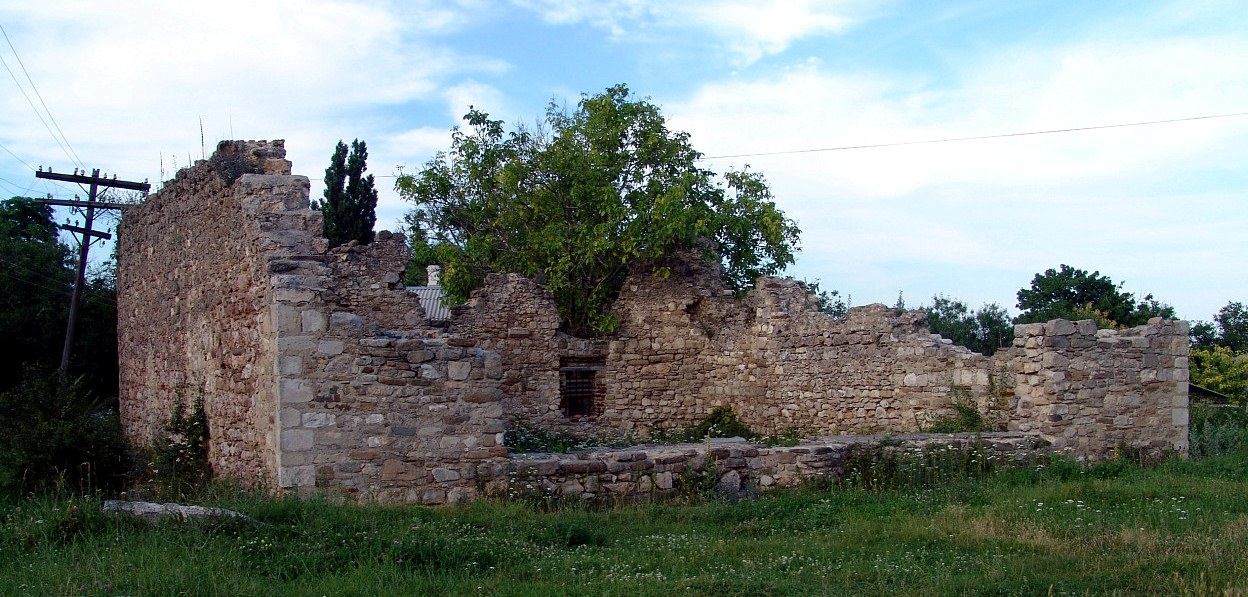
Руины мечети Бейбарса, одной из самых старых в Крыму
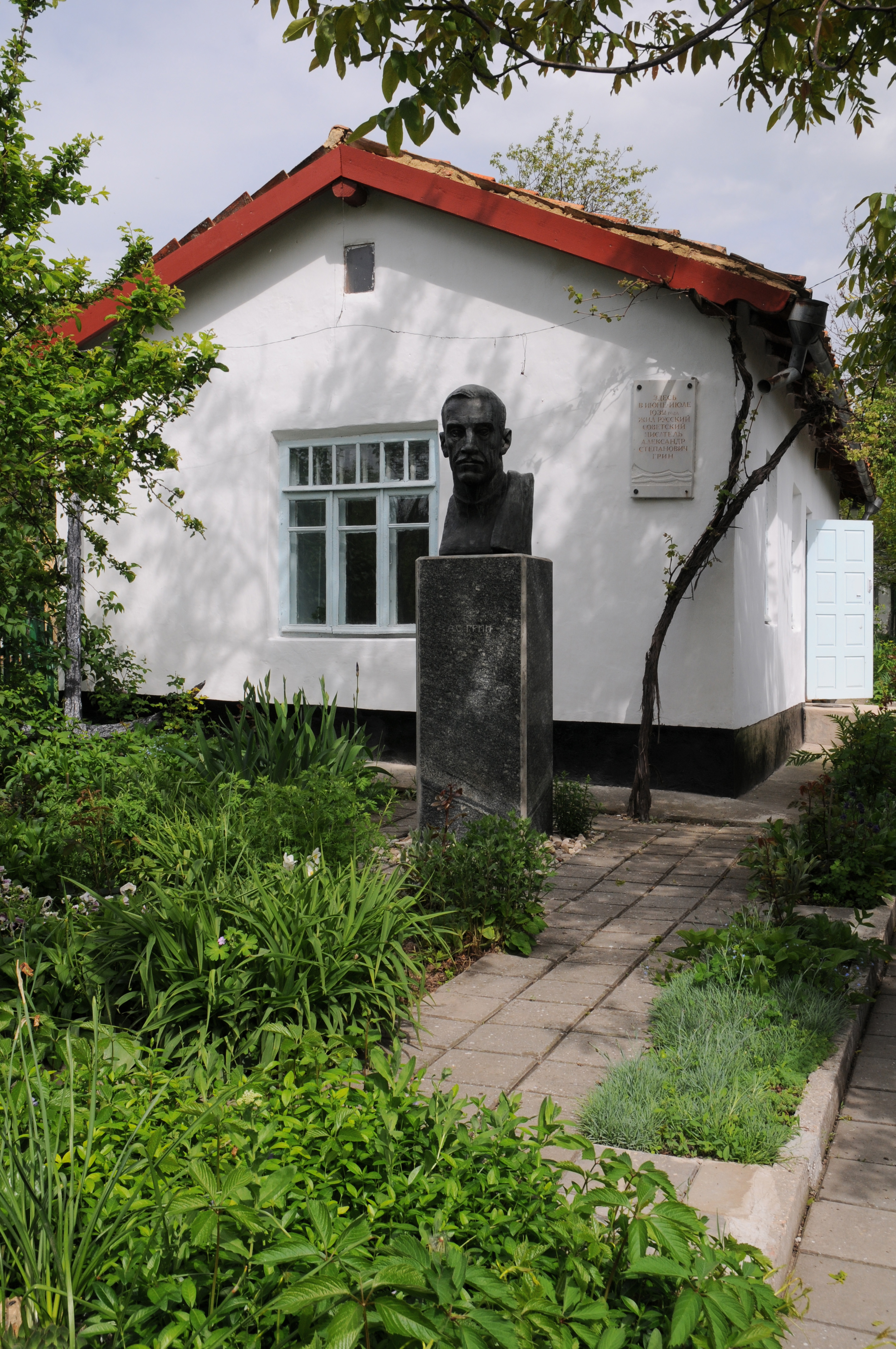
Музей А.С. Грина
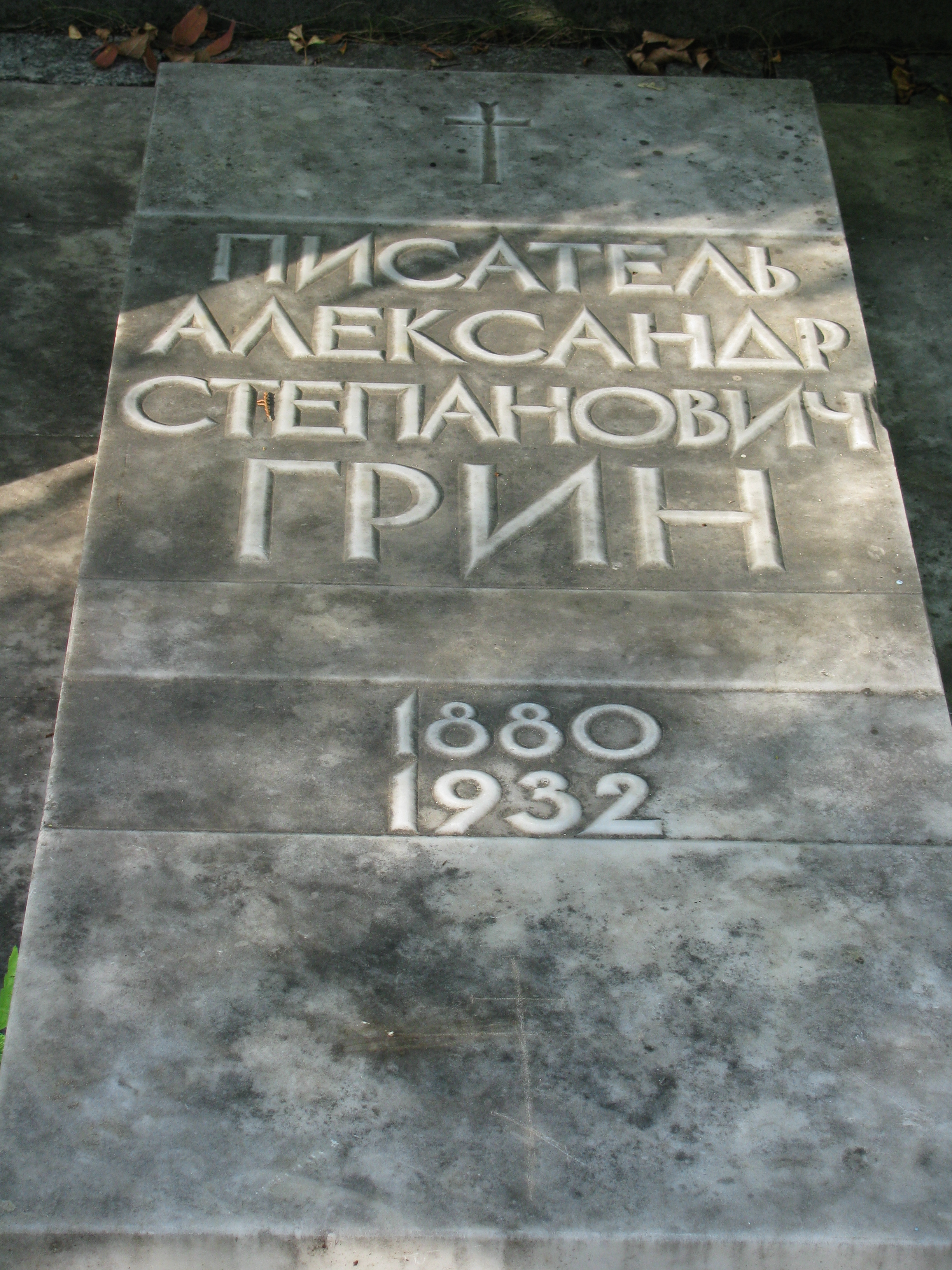
Могила А.С.Грина
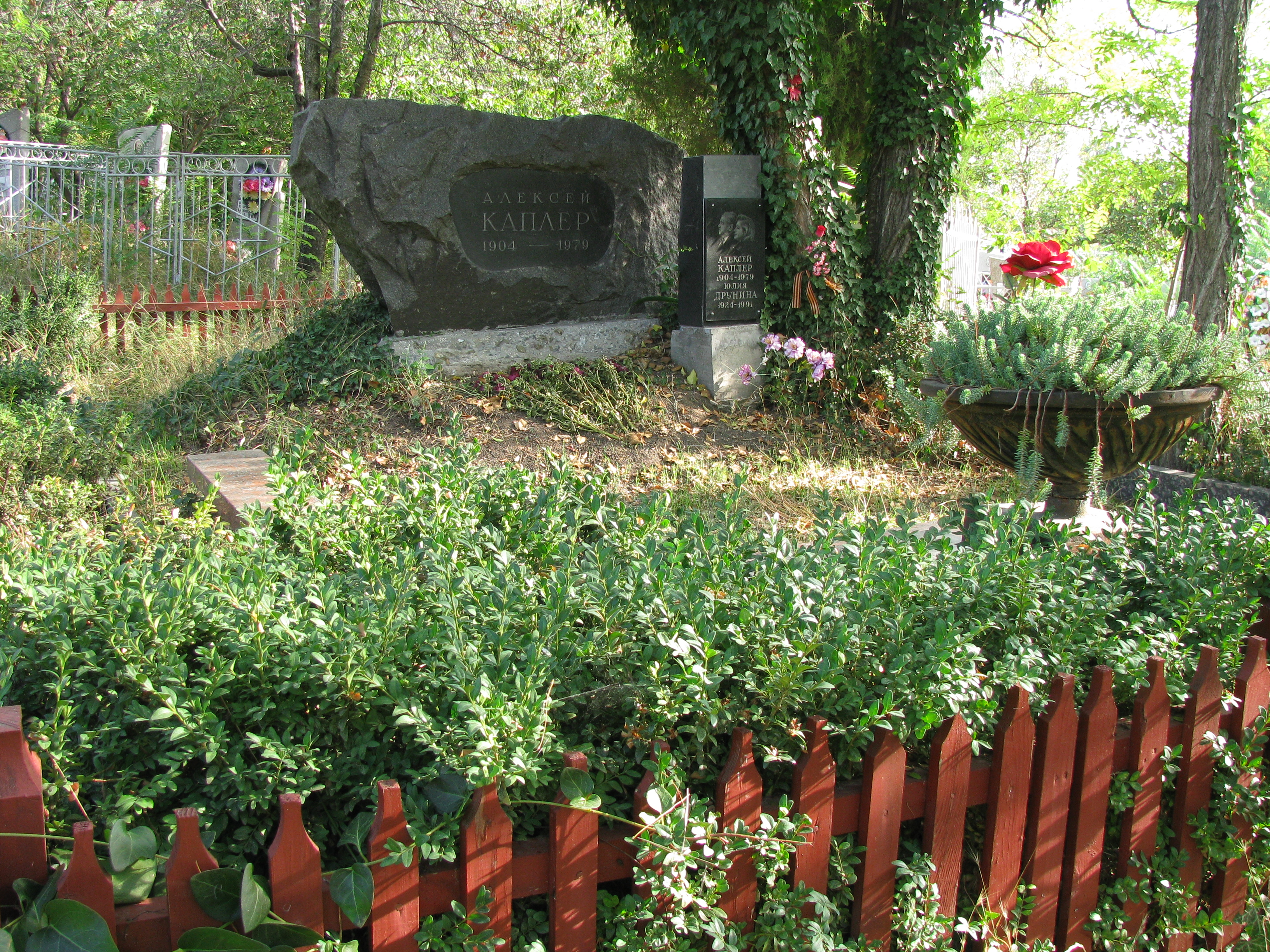
Могила Каплера и Друниной
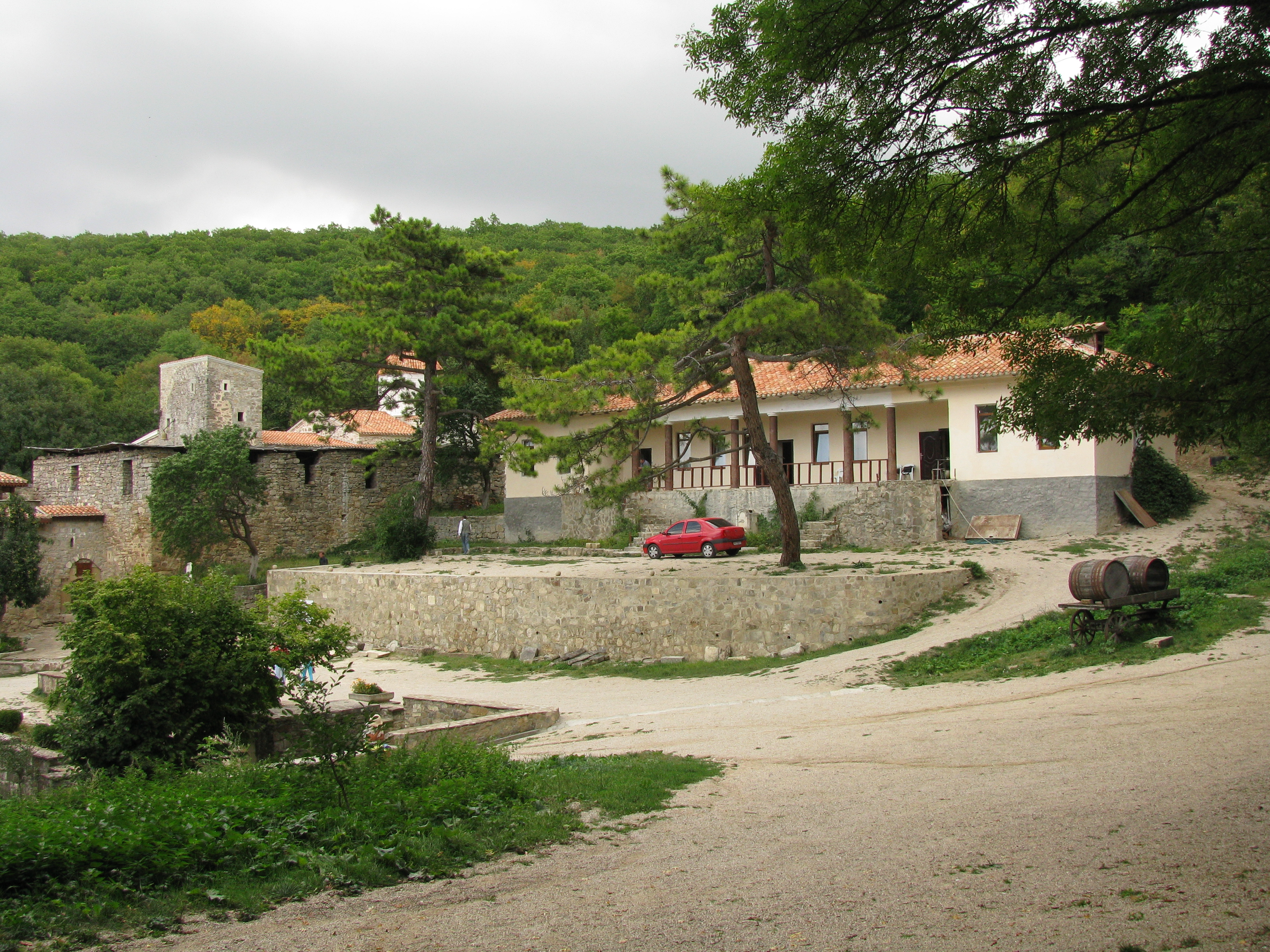
Комплекс монастыря Сурб-Хач
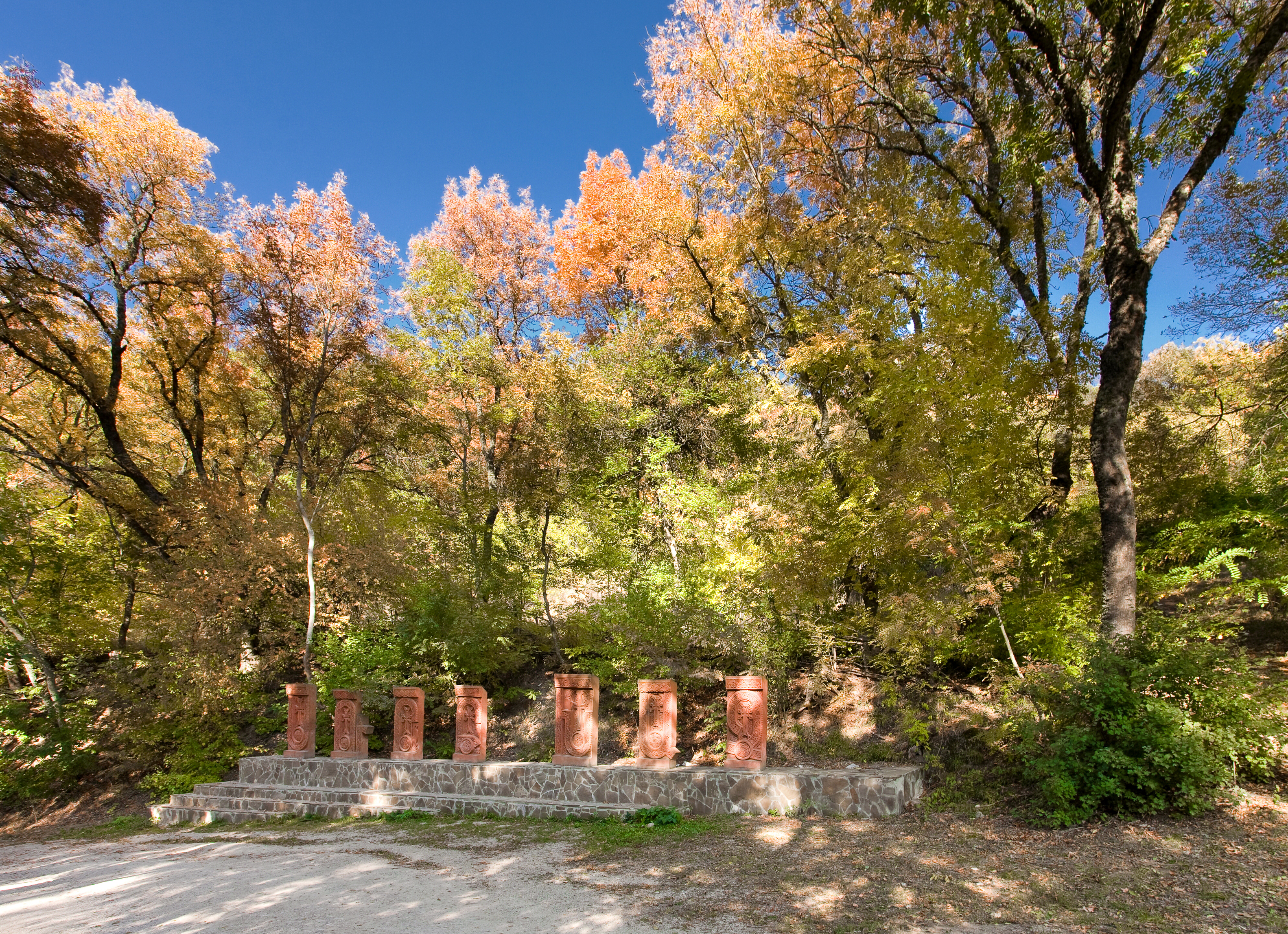
Комплекс монастыря Сурб-Хач
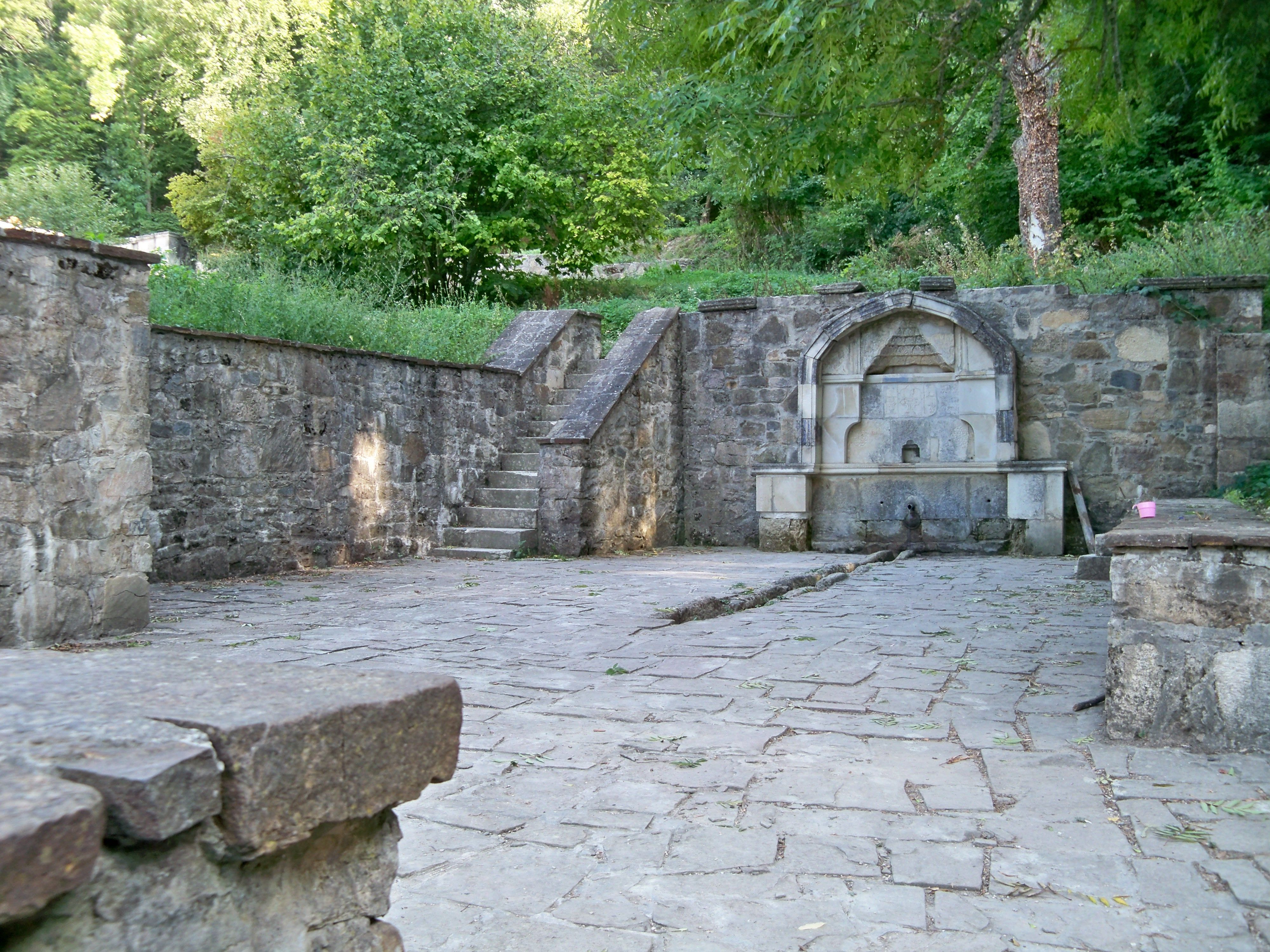
Фонтаны монастыря Сурб-Хач
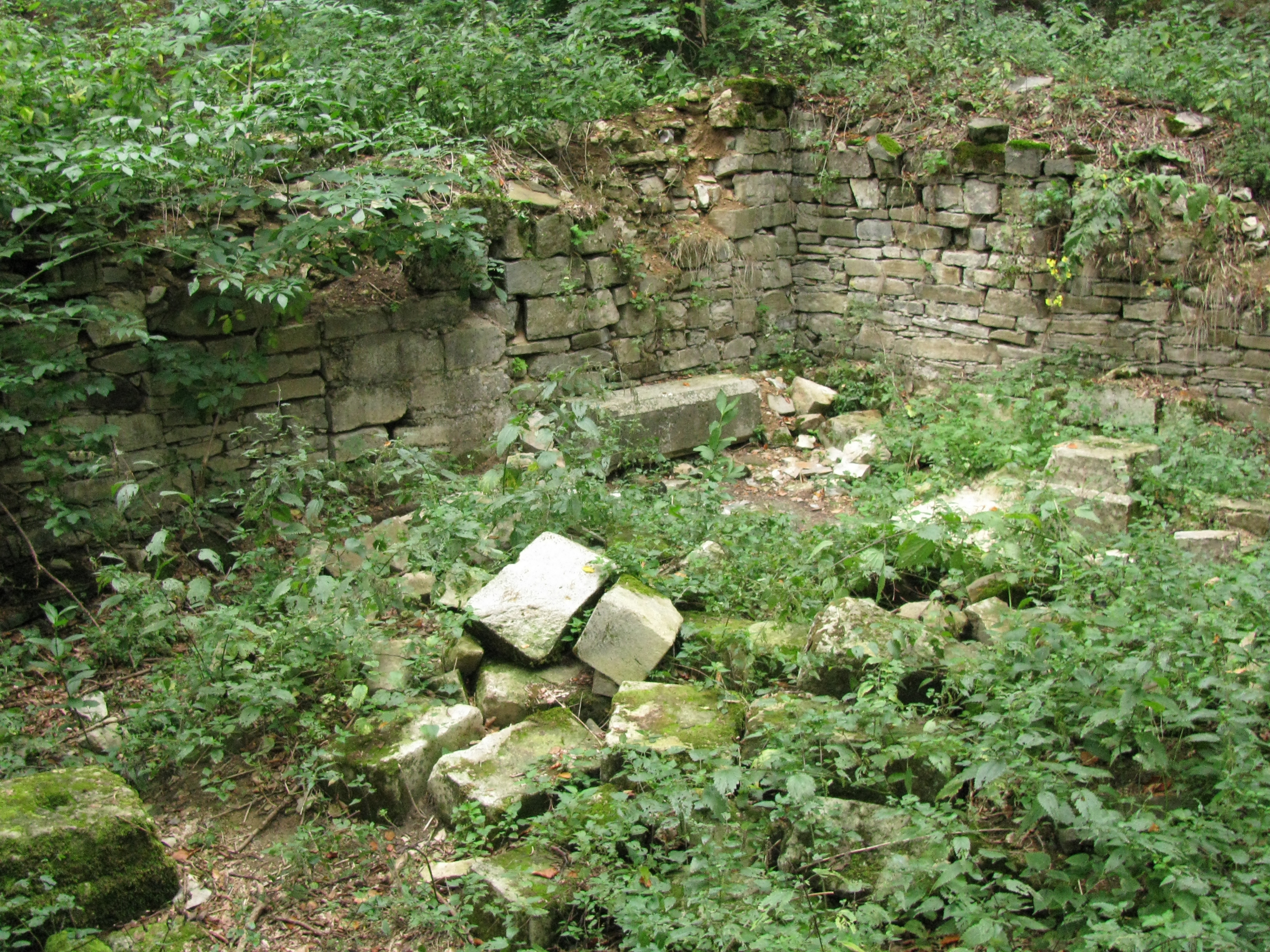
Руины монастыря Сурб-Стефанос
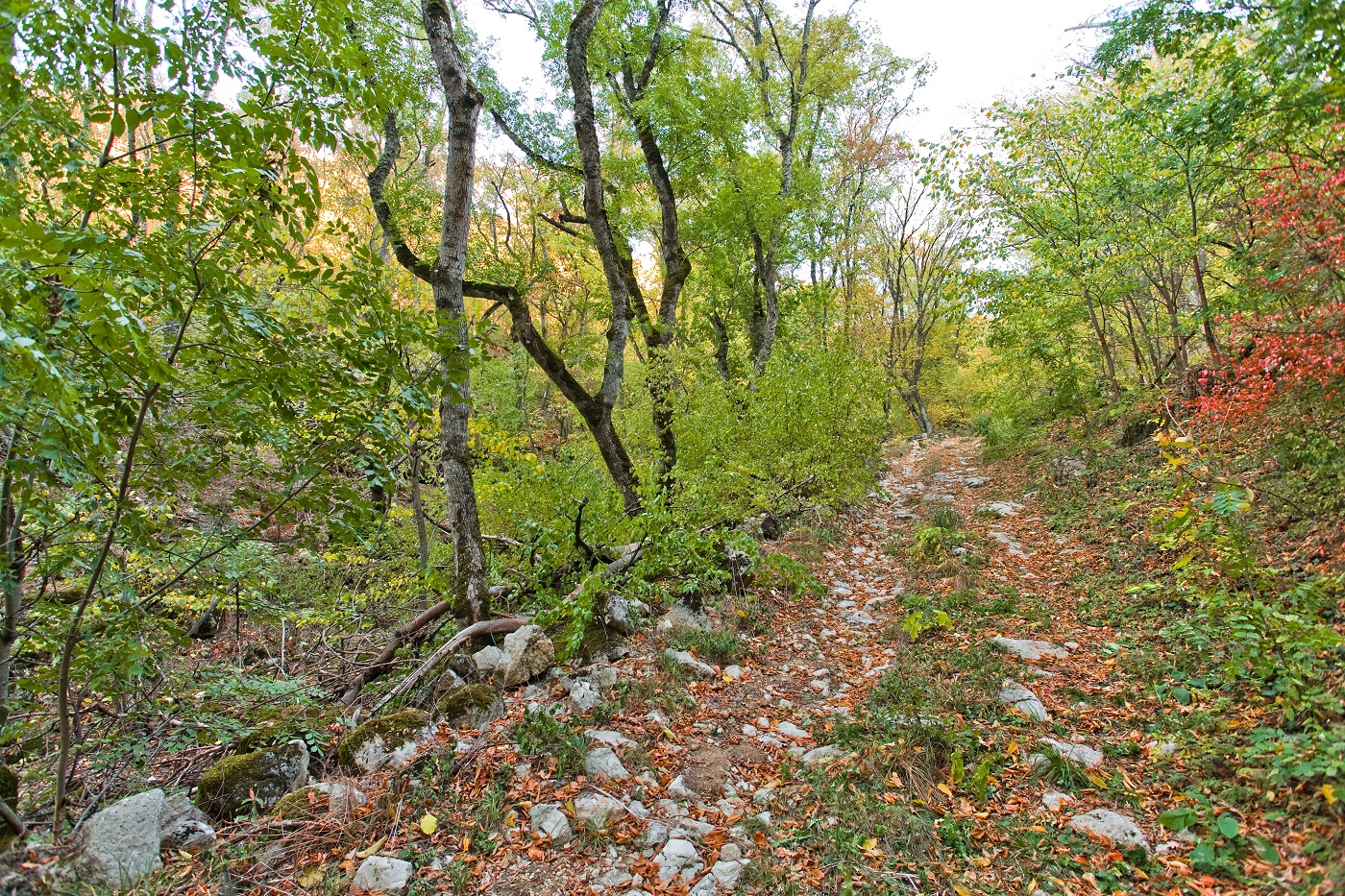
Агармышский лес

## Главы города
- Колесниченко, Василий Степанович — председатель Старокрымского горисполкома в 194?-1948 годах.

## Персоналии
- Амосов, Николай Михайлович — врач, академик, организовал в Старокрымском санатории пульмонологическое хирургическое отделение.
- Андрей Белый — поэт и писатель, был в старокрымском санатории в 1933 году вместе с О. Э. Мандельштамом.
- Бертье-Делагард, Александр Львович — историк, археолог, исследователь архитектуры Солхата
- Богданович, Максим Адамович — белорусский поэт, приезжал на лечение от туберкулёза.
- Будённый, Семён Михайлович — отвоёвывал город у белогвардейцев. Выступал на городском митинге в честь завоевания города.
- Гагарина, Татьяна Алексеевна — скульптор, автор памятника на могиле А. С. Грина
- Галаджев, Пётр Степанович — кинематографист, актёр и художник. Родился в Старом Крыму.
- Грин, Александр Степанович — писатель, провёл последние годы жизни и умер в Старом Крыму
- Друнина, Юлия Владимировна — советская поэтесса, похоронена в Старом Крыму
- Екатерина II — побывала в Старом Крыму во время своего известного путешествия из Санкт-Петербурга в Крым.
- Желябов, Андрей Иванович — русский революционер-народник. Будучи воспитателем Софьи Перовской также проживал в Старом Крыму.
- Иванов, Михаил Матвеевич (1748—1843) — русский художник. Изобразил виды Крыма, сделал серию акварелей в Старом Крыму.
- Каплер, Алексей Яковлевич — советский кинорежиссёр, сценарист, актёр, похоронен в Старом Крыму.
- Кёппен, Пётр Иванович — академик, библиограф, этнограф. Исследователь всех бывших имён города.
- Крачковский Игнатий Юлианович — академик, арабист посетил Старый Крым с научной целью в 1924 и 1929 гг.
- Кулаковский, Юлиан Андреевич — русский историк и археолог. Для изучения древностей побывал в Старом Крыму.
- Мамай — правитель Крымского Улуса из племени киятов, бекляри-бек западного крыла Золотой Орды в 1360—1370-х гг. Его ставка располагалась в г. Солхате (Старом Крыму), где он и был убит по приказу хана Золотой Орды Тохтамыша в конце 1380 г.- начале 1381 г. Там же он и был похоронен на окраине города.
- Мандельштам, Осип Эмильевич — в 1933 году почти все лето провёл в гостях у Нины Грин
- Маркс, Никандр Александрович — генерал-лейтенант российской армии. Издал в 1913 году трёхтомник «Легенды Крыма», куда вошли и легенды, записанные в Старом Крыму.
- Медников, Николай Александрович — русский арабист. Умер в Старом Крыму в 1918 году.
- Наровчатов, Сергей Сергеевич — советский поэт.
- Осеева, Валентина Александровна — русская детская писательница, жила в Изюмовке близ Старого Крыма.
- Октябрьский, Филипп Сергеевич — адмирал. Жил на даче в Старом Крыму в 1951 − 1957 гг.
- Охотников, Вадим Дмитриевич — изобретатель русского звукового кино, писатель-фантаст. Умер и похоронен в Старом Крыму в 1964 году.
- Паустовский, Константин Георгиевич — писатель, временами жил в Старом Крыму.
- Первенцев, Аркадий Алексеевич — писатель, военный корреспондент. В 1944 году был в Старом Крыму. События войны и действия партизан отразил в романе Честь смолоду (1948).
- Перовская, Софья Львовна — известная террористка. Периодически проживала в Старом Крыму, в имении своей матери.
- Петников, Григорий Николаевич — поэт, умер и похоронен в Старом Крыму в 1971 году.
- Стамов, Гавриил Дмитриевич — председатель Старокрымского райисполкома.
- Стамов, Василий Гаврилович — ленинградский скульптор. Жил и учился в Старом Крыму с 1921 года.
- Ткаченко, Леонид Иванович — заслуженный тренер Украинской ССР. Родился в Старом Крыму в 1953 году.

## В искусстве

### Фильмография Старого Крыма
- Фильм «В небе „Ночные ведьмы“» Режиссёр: Евгения Жигуленко. Год выпуска: 1981
- Фильм «9 рота». Режиссёр Ф. Бондарчук. Год выпуска: 2005
  - Сцены связанные с защитой «высотки» снимались в 2004 году на горе Лысый Агармыш
- Фильм «Обитаемый остров». Режиссёр Ф. Бондарчук. Год выпуска: 2008
  - Часть сцен снята на горе Лысый Агармыш и на горе Сары-Кая.
- Сериал «Смерть шпионам. Крым» Режиссёр Анна Гресь. Год выпуска: 2008
  - Старый Крым «сыграл» роль курортного посёлка Коктебель, где натуры полувековой давности отыскать не удалось.

## Почётные граждане
- Алтунин, Александр Терентьевич (19.07.1978) — Герой Советского Союза. Генерал армии.